# Streckerova degradace
Streckerova degradace je chemická reakce převádějící α-aminokyseliny na aldehydy obsahující postranní řetězce těchto kyselin, přes iminové meziprodukty. Objevil ji německý chemik Adolph Strecker.
Prvním krokem je oxidace; Strecker zde jako oxidační činidlo použil alloxan.
Produkt získaný v prvním kroku se poté hydrolyzuje:
Při reakci lze použít mnoho různých organických i anorganických sloučenin.